# Álvaro Véliz
Álvaro Veliz (ur. 9 lutego 1972 w Santiago, Chile) – chilijski piosenkarz, kompozytor i muzyk.

## Dyskografia
- Álvaro Véliz, 2000
- Mía, 2003
- Mis canciones, 2009